# Maalasti
Maalasti – wieś w Estonii, w prowincji Viljandi, w gminie Kõo.